# 100 Years Ago
100 Years Ago är en låt skriven av Mick Jagger och Keith Richards, lanserad av The Rolling Stones på albumet Goats Head Soup 1973. Låten spelades in i Kingston i november och december 1972. Enligt Mick Taylor hade Jagger skrivit låten redan två år innan man började spela in den.
Nicky Hopkins bidrar med piano och Billy Preston med clavinet på låten. Texten är till stor del en reflektion över åldrande och svunna, mer oskyldiga tider. Jagger sjunger om hur man inte hade några hemligheter för varann, och att nu för tiden går alla ens vänner runt med "bekymrade leenden". Låten börjar lugnt, och går sedan in i en mittsektion där musiken nästan stannar av. Låten avslutas sedan i en snabbare, mer funkinspirerad sektion. Gruppen har framfört låten på konsert vid två tillfällen. Båda under turnén European Tour 1973.

## Fotnoter
1. ↑  ”Arkiverade kopian”. Arkiverad från originalet den 3 mars 2016. https://web.archive.org/web/20160303224142/http://timeisonourside.com/SO100Years.html. Läst 20 september 2007.